# Liste des conseillers départementaux de la Creuse
Pour un article plus général, voir Conseil départemental de la Creuse.
Cet article présente la composition du Conseil départemental de la Creuse ainsi que ses élus à partir de 2015. Pour les élus des mandatures précédentes, voir la liste des conseillers généraux de la Creuse.

## Composition du conseil départemental
Le conseil départemental élu en mars 2015 comprend 30 conseillers départementaux issus des 15 nouveaux cantons de la Creuse.
| Parti                              | Sigle | Élus |
| ---------------------------------- | ----- | ---- |
| Majorité (16)                      |       |      |
| Union pour un mouvement populaire  | UMP   | 4    |
| Divers droite                      | DVD   | 2    |
| Union de la droite                 | UD    | 10   |
| Opposition (14)                    |       |      |
| Parti socialiste                   | PS    | 10   |
| Union de la gauche                 | UG    | 4    |
| Président du Conseil départemental |       |      |
| Valérie Simonet (UMP)              |       |      |

## Liste des conseillers départementaux
| Canton          | Conseillers départementaux | Parti | Parti | Autres fonctions                                                                 |
| --------------- | -------------------------- | ----- | ----- | -------------------------------------------------------------------------------- |
| Ahun            | Catherine Defemme          |       | LR    | maire de Saint-Michel-de-Veisse et 2e vice-présidente du conseil départemental   |
| Ahun            | Thierry Gaillard           |       | LR    | Maire de Sardent et 8e vice-président du conseil départemental                   |
| Aubusson        | Jean-Baptiste Dumontant    |       | PS    | adjoint au maire de Blessac                                                      |
| Aubusson        | Nicole Pallier             |       | PS    |                                                                                  |
| Auzances        | Jérémy Sauty               |       | LR    |                                                                                  |
| Auzances        | Valérie Simonet            |       | LR    | maire de Bussière-Nouvelle, Présidente du Conseil départemental                  |
| Bonnat          | Gérard Gaudin              |       | LR    | 1er vice-président du conseil départemental                                      |
| Bonnat          | Hélène Pilat               |       | LR    | Conseillère municipale de Bonnat                                                 |
| Bourganeuf      | Marinette Jouannetaud      |       | PS    | adjointe au maire de Bourganeuf                                                  |
| Bourganeuf      | Jean-Jacques Lozach        |       | PS    | Sénateur, ancien président du conseil général                                    |
| Boussac         | Franck Foulon              |       | LR    | maire de Boussac                                                                 |
| Boussac         | Catherine Graveron         |       | LR    | maire de Malleret-Boussac                                                        |
| Dun-le-Palestel | Laurent Daulny             |       | LR    | maire de Dun-le-Palestel et 5e vice-président du conseil départemental           |
| Dun-le-Palestel | Hélène Faivre              |       | LR    | Adjointe au maire de Maison-Feyne et 7e vice-présidente du conseil départemental |
| Évaux-les-Bains | Nicolas Simonnet           |       | LR    | Maire de Nouhant                                                                 |
| Évaux-les-Bains | Marie-Thérèse Vialle       |       | LR    | Première adjointe au maire d'Évaux-les-Bains                                     |
| Felletin        | Agnès Guillemot            |       | PS    |                                                                                  |
| Felletin        | Jean-Luc Léger             |       | PS    | Maire de Saint-Marc-à-Loubaud                                                    |
| Gouzon          | Marie-Christine Bunlon     |       | LR    | 4e vice-présidente du conseil départemental                                      |
| Gouzon          | Patrice Morançais          |       | LR    | 3e vice-président du conseil départemental                                       |
| Le Grand-Bourg  | Annie Chamberaud           |       | DVD   |                                                                                  |
| Le Grand-Bourg  | Bertrand Labar             |       | DVD   | adjoint au maire de Bénévent-l'Abbaye                                            |
| Guéret-1        | Guy Avizou                 |       | PS    | premier adjoint au maire de Guéret                                               |
| Guéret-1        | Isabelle Pénicaud          |       | PS    |                                                                                  |
| Guéret-2        | Pauline Cazier             |       | EÉLV  | Ex conseillère municipale à Guéret                                               |
| Guéret-2        | Éric Jeansannetas          |       | ex PS | sénateur                                                                         |
| Saint-Vaury     | Philippe Bayol             |       | PS    | maire de Saint-Vaury                                                             |
| Saint-Vaury     | Armelle Martin             |       | PS    | adjointe au maire de Saint-Vaury                                                 |
| La Souterraine  | Marie-France Galbrun       |       | PS    | ancienne conseillère générale du canton                                          |
| La Souterraine  | Étienne Lejeune            |       | PS    | premier adjoint au maire de La Souterraine                                       |